# 앨러니스 모리세트
앨러니스 네이딘 모리셋(Alanis Nadine Morissette, 1974년 6월 1일 ~ )은 캐나다계 미국인 싱어송라이터, 음반 프로듀서, 배우이다. 《Jagged Little Pill》은 3,000만장 이상의 판매고를 올리며 큰 성공을 거두었다.

## 인물
- 그녀의 세계 데뷔 앨범 《Jagged Little Pill》의 매상은 전세계에서 약 3300만 매를 돌파했다. 그래미상 6부문에 노미네이트되어 중 4부문에서 수상했다.
- 여성 락 싱어로서 에이브릴 라빈 등, 온 세상의 여성 락 싱어에 다대한 영향을 주었다.
- 배우로서 《도그마》(1999)나 《오선보의 러브 레터 DE-LOVELY》, 텔레비전 드라마 《섹스 앤 더 시티》에도 출연.
- 가톨릭의 가계로 자라면서, 후년 불교에 귀의. 열심인 불교 신자로서도 알려져 있다.
- 2005년에 미국의 시민권을 취득.
- 이전에는 일시 쇼트 컷 헤어로 했었지만, 근년은 데뷔 당시의 롱으로 되돌려, 성인 여성을 연출했다.

## 약력

### 데뷔 전
1974년 6월 1일에 캐나다 온타리오주 오타와에서 태어난다. 유년기를 서독에서 지내고 있던 그녀는, 6세의 무렵부터 피아노를 배워 9세에 곡을 쓰기 시작하게 된다. 그리고 1984년, 정확히 그녀가 10세 때에, 어느 TV프로그램에 고정출연하게 된다. 그리고, 거기서 번 돈을 자금원에 자주 제작으로 CD싱글을 2000매 발매해, 그것을 들어 그녀에게 보통이 아닌 재능을 느낀 캐나다 대기업 라벨 회사의 MCA Publishing과 1988년에 계약을 맺게 되었다.

### 1991-1992년: 국내 데뷔
아직 그녀가 당시 고교생이었던 1991년 4월에, 캐나다 한정으로 데뷔 앨범 《Alanis》를 발매해, 이 앨범이 캐나다에서 플래티넘 디스크를 획득하는 대히트를 기록한다. 또 이 앨범으로부터의 싱글 《"Too Hot"》 《"Walk Away"》 《"Feel Your Love"》의 모두 히트를 기록하는 등, 그녀가 캐나다 국내에서 압도적인 인기를 획득한 순간이었다. 직후에 개최된 캐나다 최대의 음악의 제전 《1992 Juno Awards》에서 《Most Promising Female Vocalist of the Year》 《Single of the Year》 《Best Dance Recording》의 3부문에 노미네이트되어 결과적으로 《Most Promising Female Vocalist of the Year》를 차지한다.
1992년 8월에는, 세컨드 앨범 《Now Is the Time》를 발매. 이쪽도 캐나다 한정발매로, 《"An Emotion Away"》 《"No Apologies"》 《"(Change Is) Never a Waste of Time"》 등의 히트곡이 수록된다. 그러나, 앨범 자체의 세일즈는 성장하지 못하고, 결과적으로 그녀는 소속해 있던 메이저 라벨의 MCA Canada로부터 이탈했다.

### 1993-1997년: 월드 와이드 데뷔
1993년의 고교 졸업과 동시에 오타와로부터 토론토로 이주한다. 그녀는 벌써 19세 때에, 단신으로 미국, 로스앤젤레스에 이주하고 있어 거기서 여러 가지 경험을 거치고, 20세 때에 마돈나가 경영하는 메이저 라벨 Maverick Records와 계약을 맺는 것에 성공한다.
1995년에 세계 데뷔가 되는 서드 앨범 《Jagged Little Pill》를 Maverick Records로부터 발매한다. 음악성도 이전의 2매의 앨범과는 달라, 보다 그런지나 얼터너티브 락 집합의 사운드가 된다. 그 이전은, 일반적으로 댄스나 댄스 팝이라고 칭해지는 곡을 발표해 온 그녀에게 매우 큰폭으로 방향성을 바꾸는 일이 되었다. 그 후, 이 앨범에 수록되고 있는, 자신을 버린 옛 남자친구를 향한 신랄한 메시지를 격렬한 락 스타일로 노래한 악곡 《"You Oughta Know"》가, 미국의 라디오국에서 파워 플레이가 되어, 연달아 《"All I Really Want"》 《"Hand In My Pocket"》 《"Ironic"》로 히트곡을 연발한다. 특히 《"Ironic"》은 지금도 그녀의 대표곡으로서 인기가 높고, 1997년에 개최된 그래미상에서 《레코드 오브 더 이어》에도 노미네이트되었다. 이러한 히트곡의 효과도 함께, 앨범 《Jagged Little Pill》는 전미에서 1600만 매, 전세계에서 3300만 매를 매상하는 기록적인 대히트가 되어, 여성 아티스트에 의한 세계 데뷔 앨범의 매상으로서는 이례적인 결과가 되었다. 그 후, 개최된 Juno Awards 1996에서 《Album of the Year》·《Single of the Year ("You Oughta Know"가 수상)》·《Female Vocalist of the Year》·《Songwriter of the Year》·《Best Rock Album》 등의 합계 6부문을, 1996년 그래미상에서는 《Best Female Rock Vocal Performance》·《Best Rock Song (both for "You Oughta Know"가 수상)》·《Best Rock Album and Album of the Year》의 합계 3부문을, 1998년 그래미상에서는 "Jagged Little Pill Live"의 뮤직 비디오가 《Best Music Video》를 수상한다.

### 1998-2001년: 4th 앨범 《Supposed Former Infatuation Junkie》
1998년 11월 3일에는 포스 앨범 《Supposed Former Infatuation Junkie》를 발매해, 전미 빌보드 앨범 차트에서 첫등장 1위를 기록한다. 동앨범은 롤링 스톤 잡지를 시작으로 하는 각 미디어계로부터 매우 높은 평가를 얻지만, 세일즈면에서는 전작에 이르지 않고, 전미로의 세일즈는 260만 매에 머물렀다. 그러나 1999년 그래미상에서 《Best Rock Song》·《Best Female Rock Vocal Performance》의 합계 2부문을 수상. 일 년 후의 2000년 그래미상에서는 전미 싱글 차트에서 최고 17위를 기록한 동앨범으로부터의 1st 싱글 "Thank U"가 《Best Female Pop Vocal Performance》에 노미네이트된다. 그 외에도, 이 앨범에서는 "Joining You", "Unsent", "So Pure" 등이 싱글 컷 되지만, 모두 "Thank U" 정도의 대히트는 되지 않고 끝난다.
그 외에도, 1999년 11월에 처음이 되는 라이브 앨범 《Alanis Unplugged》도 발매해, 현재까지 전미에서 64만 매를 매상한다. 이 라이브 앨범에는, 기존곡의 라이브 음원의 외, 더 폴리스의 커버곡 "King of Pain"와 신곡 "No Pressure over Cappuccino"의 2곡이 특별히 수록된다. 또, 이 시기에 그녀는, 세계 굴지의 뮤직 페스티벌 《우드 스톡 1999》에서도 라이브를 실시해 이 때 피로한 악곡 "So Pure"이, 2001년 그래미상에서 《Best Female Rock Vocal Performance》에 노미네이트된다.

### 2002-2003년: 5th 앨범 《Under Rug Swept》
2002년 1월에는, 첫 셀프 프로듀스작이 되는 5th 앨범 《Under Rug Swept》를 발매해, 세계 12개국에서 첫등장 1위를 기록하는 대히트를 기록한다. 이 앨범에서는, 캐나다 싱글 차트로 1위에 빛난 "Hands Clean"를 시작해 "So Unsexy", "Precious Illusions" 등의 히트곡이 태어나 결과적으로 전세계에서 500만 매, 일본에서도 30만 매 이상을 매상하는 히트를 기록한다. 동시에, 14개국 이상에서 골드 디스크상을 획득한다는 쾌거도 완수한다.
또 2002년 12월에는 미발표곡들이 CD와 라이브 DVD를 세트로 한 《Feast on Scraps》도 발매되어 Juno Award에서 《Music DVD of the Year》에 노미네이트된다.

### 2004-2007년: 6th 앨범 《So-Called Chaos》

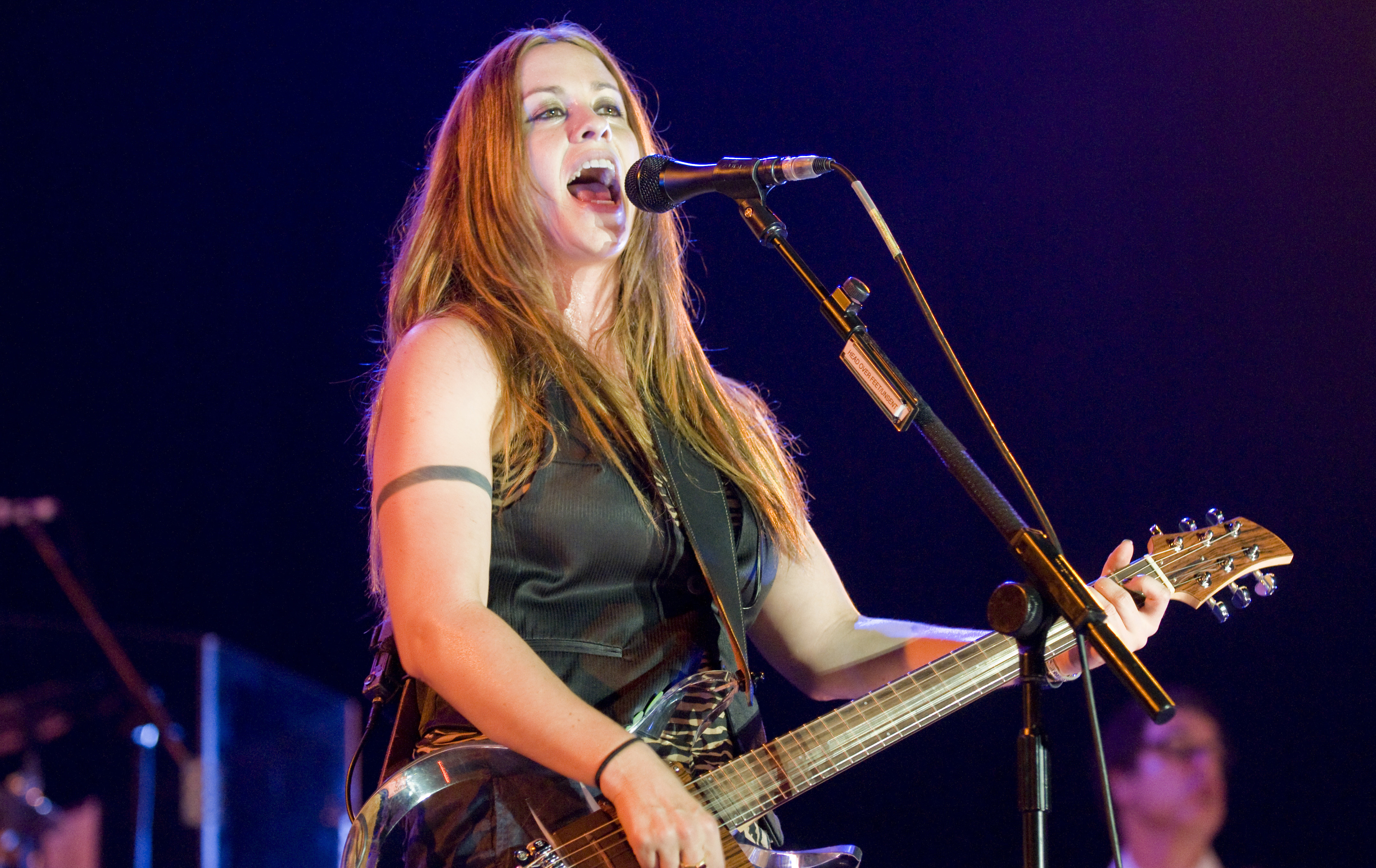
2008년에 바르셀로나에서 행해진 콘서트.

2004년 4월에 개최된 《Juno Awards 2004》에서, 그녀가 목욕 가운 모습으로 호스트를 맡는다. 그 후의 2004년 5월에는 6th 앨범 《So-Called Chaos》가 발매되어 전미 앨범 차트에서 첫등장 5위를 기록.
2005년 6월에는 그녀 최대의 히트작 《Jagged Little Pill》발매로부터 10주년을 기념해, 동앨범의 어쿠스틱 버전 《Jagged Little Pill Acoustic》가 발매된다. 6월 26일까지는 미국의 스타벅스 한정으로 판매하고 나서, 그 후에 일반 스토어에서의 판매라는 매우 특이한 판매 형식을 취하고 있다. 직후의 2005년 11월에는 첫 베스트 앨범 《Alanis Morissette: The Collection》가 발매되어 현재까지 전미에서 30만 매 이상을 매상한다. 또 이 앨범에는 실의 커버곡 "Crazy"가 수록된다.
또 2006년 공개의 대히트 영화 《나니아 연대기: 사자, 마녀 그리고 옷장》에 "Wunderkind"라는 악곡을 제공했는데, 이 곡이 제63회 골든 글로브상에서 《"Best Original Song"》에 노미네이트되는 등, 큰 화제를 부른다.
2007년에는 인기 힙합 그룹 블랙 아이드 피스의 히트곡 "My Humps"를 야유한 커버 비디오를 제작해, YouTube에서 화제를 부른다.

### 2008-현재: 7th 앨범 《Flavors of Entanglement》
2008년 5월 30일에는 7th 앨범 《Flavors of Entanglement》가 발매되었다.
또 2010년 밴쿠버 올림픽 폐회식에서, 영화 나니아 연대기: 사자, 마녀 그리고 옷장의 주제가인 그녀의 히트곡 "Wunderkind"를 피로했다. 이 악곡은, 동영화의 사운드 트랙 CD에만 수록된다.

## 음반 목록

### 앨범

#### 스튜디오 앨범
| 이름                                                                      | 음반세부사항                                                                                      | 최상위 | 최상위 | 최상위 | 최상위 | 최상위 | 최상위 | 최상위 | 최상위 | 최상위 | 최상위 | 판매량                                                                | 증명 |
| 이름                                                                      | 음반세부사항                                                                                      | CAN    | AUS    | AUT    | FRA    | GER    | NLD    | NZ     | SWI    | UK     | US     | 판매량                                                                | 증명 |
| ------------------------------------------------------------------------- | ------------------------------------------------------------------------------------------------- | ------ | ------ | ------ | ------ | ------ | ------ | ------ | ------ | ------ | ------ | --------------------------------------------------------------------- | --- |
| Alanis                                                                    | - 발매: 1991년 4월 6일 - 레이블: MCA (MCAD-10253) - 포맷: CD, 카세트                              | 28     | —      | —      | —      | —      | —      | —      | —      | —      | —      | - CAN: 100,000                                                        | - MC: Platinum |
| Now Is the Time                                                           | - 발매: 1992년 4월 - 레이블: MCA (MCAD-10731) - 포맷: CD, 카세트                                  | 40     | —      | —      | —      | —      | —      | —      | —      | —      | —      | - CAN: 50,000                                                         | - MC: Gold |
| Jagged Little Pill                                                        | - 발매: 1995년 6월 13일 - 레이블: Maverick (9 45901-2) - 포맷: CD, LP, 카세트                     | 1      | 1      | 2      | 6      | 3      | 1      | 1      | 2      | 1      | 1      | - World: 33,000,000 - US: 14,870,000 - AUS: 1,020,000 - UK: 2,551,238 | - RIAA: 16× Platinum - ARIA: 14× Platinum - AUT: 2× Platinum - MC: 2× Diamond - BVMI: 2× Platinum - SWI: Platinum - BPI: 10× Platinum |
| Supposed Former Infatuation Junkie                                        | - 발매: 1998년 11월 3일 - 레이블: Maverick (9 47094-2) - 포맷: CD, LP, 카세트                     | 1      | 2      | 3      | 5      | 1      | 2      | 1      | 1      | 3      | 1      | - World: 9,000,000 - US: 2,600,000                                    | - RIAA: 3× Platinum - ARIA: 2× Platinum - AUT: Platinum - MC: 4× Platinum - BVMI: Platinum - SWI: Platinum - BPI: Platinum            |
| Under Rug Swept                                                           | - 발매: 2002년 2월 22일 - 레이블: Maverick (9 47988-2) - 포맷: CD, 카세트, DVD-A, 디지털 다운로드 | 1      | 1      | 1      | 2      | 1      | 2      | 11     | 1      | 2      | 1      | - World: 4,000,000 - US: 1,000,000                                    | - RIAA: Platinum - ARIA: Platinum - AUT: Gold - MC: Platinum - BVMI: Gold - SWI: Platinum - BPI: Gold                                 |
| So-Called Chaos                                                           | - 발매: 2004년 5월 18일 - 레이블: Maverick (48555-2) - 포맷: CD, LP, 디지털 다운로드              | 2      | 15     | 1      | 5      | 1      | 1      | —      | 2      | 8      | 5      | - World: 1,500,000 - US: 475,000                                      | - AUT: Gold - BVMI: Gold - SWI: Platinum - BPI: Silver                                                                                |
| Flavors of Entanglement                                                   | - 발매: 2008년 6월 10일 - 레이블: Maverick (269308-2) - 포맷: CD, 디지털 다운로드                 | 3      | 17     | 3      | 6      | 8      | 7      | 35     | 1      | 15     | 8      | - World: 600,000 - US: 235,000                                        | - SWI: Gold |
| Havoc and Bright Lights                                                   | - 발매: 2012년 8월 28일 - 레이블: Collective Sounds - 포맷: CD, LP, 디지털 다운로드               | 1      | 22     | 1      | 20     | 2      | 2      | 27     | 1      | 12     | 5      | - World: 400,000 - GER: 100,000 - US: 70,000 - BR: 14,000             | - BVMI: Gold |
| "-"는 차트에 들어가지 않았거나 해당 국가에 발표되지 않은 자료를 의미한다. |                                                                                                   |        |        |        |        |        |        |        |        |        |        |                                                                       | |

## 같이 보기
- 가장 많이 팔린 음반 목록